# Grigori Shain

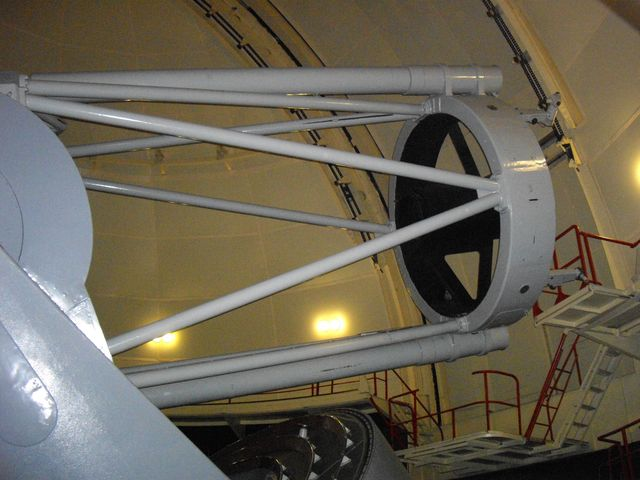
Este telescopio óptico lleva el nombre de Shajn.

Grigori Abrámovich Shain (en ruso: Григо́рий Абра́мович Шайн; 7 de abriljul./ 19 de abril de 1892greg. - 4 de agosto de 1956) fue un astrónomo soviético/ruso. En la transliteración inglesa del ruso, su apellido se escribiría Shayn, pero sus descubrimientos astronómicos se acreditan bajo el nombre de G. Shajn.
Era el marido de Pelagueya Fiódorovna Shain (Пелагея Фёдоровна Шайн), de soltera Sánnikova (Са́нникова), que era también una astrónoma rusa.

## Semblanza

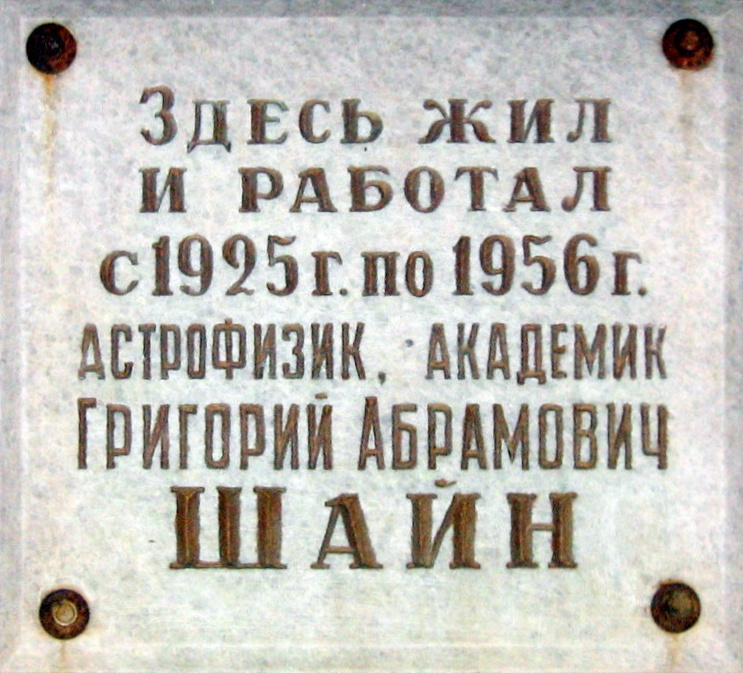
Una placa conmemorativa en uno de los edificios del observatorio Simeiz.

Shain trabajó en espectroscopía estelar y en la física de las nebulosas gaseosas. Junto con Otto Struve estudió la rápida rotación de estrellas de tipos espectrales jóvenes y midió las velocidades radiales de las estrellas. Descubrió nuevas nebulosas gaseosas y la abundancia anómala de 13C en atmósferas estelares.
Fue miembro de la Academia Soviética de Ciencias en 1939, y también fue miembro de varias sociedades extranjeras como la Royal Astronomical Society (Sociedad Astronómica Real). De 1945 a 1952 fue director del Observatorio Astrofísico de Crimea.
También descubrió algunos asteroides, y co-descubrió el cometa no periódico C/1925 F1 (Shajn-Comas Solá), también conocido como Cometa 1925 VI o Cometa 1925a. Sin embargo, el cometa periódico 61P/Shajn-Schaldach fue co-descubierto por su esposa y no por él.

## Eponimia
- El cráter lunar Shayn lleva este nombre en su memoria.[3]
- Shayn y su esposa también fueron honrados dando su nombre al planeta menor (1648) Shajna.[4]